# 上尾市立原市中学校
上尾市立原市中学校（あげおしりつ はらいちちゅうがっこう）は、埼玉県上尾市大字原市に所在する公立中学校。略称は「原中」（はらちゅう）。

## 概要
生徒数は577人であり、上尾市内の中学校では上尾中学校に次いで4番目である。また、学級数は17である。
男子の制服は黒の学生服。女子の制服は紺のブレザー。いずれも夏服と冬服が存在する。
校歌は本校教員であった藤井正明が作詞し、本校第二代校長であった黒須明治が作曲した。尚、現在は1番と3番のみが歌われており、2番は歌詞が難しいとの理由で基本的に歌われていない。特別支援学級の「やちぐさ」という名称は校歌1番の歌いだしの歌詞が由来となっている。
校章には校木でもある桜が描かれており、中央には「原中」の文字が記されている。
校舎はそれぞれ屋上を除いて3階建てのA棟（主に第2・3学年が使用）とB棟（主に第1学年とやちぐさ学級が使用）に分かれており、その他に体育館や錬成館武道場、木工室（技術室）、美術室、プール場などが隣接している。
近隣には寺子屋が開催される原市公民館や、本校で毎年10月に行われる第3学年の保育園交流会で交流するゆうゆうくじら保育園などが所在しており、住宅街に囲まれている。
各学年には赤・青・緑の「学年カラー」が存在し、生徒はその色の上履きや名札を身につける。
各学級には下記の「クラスカラー」が存在し、体育祭ではその色の鉢巻や法被を身につける。
- 1組 - 赤
- 2組 - 青
- 3組 - 黄
- 4組 - 緑
- 5組 - 橙
- やちぐさ学級 - 臙脂

## 教育方針
出典
- 校訓 - 一隅を照らす
- 校風 - 頑張ることは かっこいい
- 教育目標 - 「自ら学び考える生徒」「心豊かでたくましい生徒」「心身ともに健康な生徒」
- 目指す生徒像 - 自らの価値を理解し、他人のよさも認められる生徒

## 沿革
- 1947年（昭和22年）4月22日 - 新学制により原市町立原市中学校開校式挙行
- 1952年（昭和27年）5月15日 - 木造平屋校舎落成式挙行
- 1958年（昭和33年）12月3日 - 木造2階建特別教室竣工
- 1966年（昭和41年）12月1日 - 鉄筋3階建校舎増築落成
- 1971年（昭和46年）10月 - 校旗制定
- 1972年（昭和47年）3月 - 体育館落成
- 2021年（令和3年）1月 - 上尾市は人口変動予測や施設更新費用の試算に基づく小中学校再編案として原市小・中を2030年までに新たな小中一貫校を開設する事を明らかにした[4]。
- 2023年（令和5年）4月22日 - 創立77周年を迎えた。

## 部活動
部活動は自由加入制であり、兼部は認められていない。
主に運動系部活動が行っていた登校日の朝練習は2023年度より廃止された。

### 運動系部活動
主な活動場所は校庭、体育館、屋外コート、武道場など。
- サッカー部
- 軟式野球部
- 陸上部
- 男子バスケットボール部
- 女子バスケットボール部
- 男子バレーボール部
- 女子バレーボール部
- 男子ソフトテニス部
- 女子ソフトテニス部
- 男子卓球部
- 女子卓球部
- バドミントン部
- 剣道部
- ソフトボール部　※2022年度より廃部

### 文化系部活動
主な活動場所はそれぞれ音楽室、美術室、コンピューター室、家庭科室など。
- 吹奏楽部
- 美術部
- 映像科学部
- 家庭科部

### 特別支援学級
- やちぐさ部 - 主に小区画の畑で野菜の栽培を行う。基本的にやちぐさ学級の生徒が所属するが、やちぐさ学級の生徒は他の部活動に所属することも可能。

## 学校行事
出典
- 始業式（4月・8月・1月）
- 入学式（4月） - 第1学年のみ対象。
- 新入生を迎える会（4月） - 通称「新入生歓迎会」。第1学年と生徒会役員のみ対象。
- 離任式（5月） - 第2 ･ 3学年のみ対象。
- 自然体験学習（5月） - 第1学年のみ対象。1泊2日で行き先は赤城。
- 校外学習（6月） - 第2学年のみ対象。日帰りで行き先は東京。
- 修学旅行（7月） - 第3学年のみ対象。2泊3日で行き先は京都・奈良。
- 体育祭（9月） - 生徒は各学年の全員リレーと大縄跳びに出場する。第3学年は演目の最後に南中ソーランをもとにした「原市ソーラン」を披露する。
- 校内合唱コンクール（11月） - 上尾市文化センターで開催。例年、第1・2学年は学級課題曲を、第3学年は学級課題曲と学年課題曲「あなたへ〜旅立ちに寄せるメッセージ〜」を披露する。学年を問わず学級発表が最も優秀な学級は後日同会場開催の市内小・中学校音楽会にも出場する。
- 社会体験チャレンジ（11月） - 通称「職場体験学習」。第2学年のみ対象。
- 三年生を送る会（3月） - 通称「三送会」。
- 卒業式（3月） - 第3学年は校歌・国歌の他に式歌として「旅立ちの日に」を合唱する。原則として、指揮者・伴奏者は校内合唱コンクールで最優秀指揮者賞・最優秀伴奏者賞を受賞した第3学年の生徒がそれぞれ務める。
- 百人一首大会 - 時期は学年によって異なる。
- 球技大会 - 時期は学年によって異なる。

## 生徒会活動

### 生徒会本部
政見放送や挨拶運動等の選挙活動を経て、毎年11月に行われる生徒会役員選挙にて第2 ･ 3学年の内から全校生徒により選任された計7名の役員によって成立する。
- 会長 - 1名
- 副会長 - 2名
- 書記 - 2名
- 会計 - 2名

### 専門委員会
選挙管理委員会を除き、各学級から2名ずつ選任された委員によって成立する。
- 中央委員会 - 2023年度より第1学年から段階的に廃止されている。
- 学級委員会
- 図書委員会
- 保健委員会 - 各学級男女各1名
- 体育委員会 - 各学級男女各1名
- 生活委員会 - 各学級男女各1名
- 環境整備委員会
- 給食委員会
- 放送委員会
- 選挙管理委員会 - 各学級1名（前期のみ）

### 実行委員会
各学級から選任された委員によって成立する。
- 体育祭実行委員会（体育委員）
- 体育祭ソーラン節実行委員会（第3学年）
- 合唱コンクール実行委員会（全学年）
- 三年生を送る会実行委員会（第1 ･ 2学年）
- 自然体験学習実行委員会（第1学年）
- 校外学習実行委員会（第2学年）
- 修学旅行実行委員会（第3学年）

## その他
- 日本テレビ系列「ショーバト!」にて本校の卒業生であるお笑いコンビのハライチが本校を訪れ、生徒とともにアンジェラ・アキの「手紙 〜拝啓 十五の君へ〜」を合唱した[6]。(2010年5月4日放送。)
- 2018年10月、本校3年生の男子生徒5人が警察官と共に交通整理の手伝いを行い、JRから感謝状が贈られた[7]。
- 2021年5月、同年4月に上尾市原市中3丁目で迷子になった4歳と2歳の男児を原市中学校3年生の女子生徒3人が保護し、上尾警察署から感謝状が贈られた[8]。
- 2023年度から段階的に始まる公立中学校の休日の部活動を民間に委ねる地域移行に向けて同年2月、男子バレーボール部でモデル事業が始まった[9]。

## 進学前小学校
- 上尾市立原市小学校
- 上尾市立原市南小学校

## 交通
埼玉新都市交通伊奈線（ニューシャトル）
- 原市駅
- 沼南駅

## 著名な卒業生
- 水沢正浩（元プロ野球選手）
- ハライチ[10]（岩井勇気・澤部佑、お笑いコンビ）
- 有末麻祐子[10]（ファッションモデル）
- 花輝真帆[11]（元宝塚歌劇団）
- 宮﨑颯[12]（プロ野球選手）